# Alan Watts
Alan Wilson Watts (Chislehurst, Kent, 6 de enero de 1915 – Mt. Tamalpais, California, 16 de noviembre de 1973) fue un filósofo británico, así como editor, sacerdote anglicano, locutor, decano, escritor, conferenciante y experto en religión. Se le conoce sobre todo por su labor como intérprete y popularizador de las filosofías asiáticas para la audiencia occidental.
Escribió más de veinticinco libros y numerosos artículos sobre temas como la identidad personal, la verdadera naturaleza de la realidad, la elevación de la conciencia  y la búsqueda de la felicidad, relacionando su experiencia con el conocimiento científico  y con la enseñanza de las religiones y filosofías orientales y occidentales (budismo Zen, taoísmo, cristianismo, hinduismo, etc.)
Alan Watts fue un conocido autodidacta. Becado por la Universidad de Harvard y la Bollingen Foundation, obtuvo un máster en Teología por el Seminario teológico Sudbury-Western y un doctorado honoris causa por la Universidad de Vermont, en reconocimiento a su contribución al campo de las religiones comparadas.

## Biografía

### Infancia

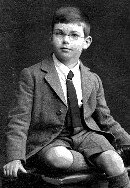
Alan Watts a la edad de 7 años.

Watts nació en una familia de clase media en el pueblo de Chislehurst (actualmente barrio londinense de Bromley), Kent, Inglaterra en 1915. Su padre, Laurence Wilson Watts, era representante de la oficina londinense de la compañía de neumáticos Michelin; su madre, Emily Mary Buchan, era un ama de casa cuyo padre había sido misionero. Con modestos medios familiares, decidieron vivir en la bucólica periferia, y Alan, hijo único, se crio aprendiendo los nombres de las flores silvestres y mariposas, jugando entre arroyos y celebrando ceremonias funerarias para los pájaros muertos.
Probablemente por la influencia de la familia de su madre, muy religiosa, los Buchans, creció en él un interés por "la naturaleza última de las cosas", que se combinó con la pasión de Alan por los libros de fábulas y cuentos románticos del entonces misterioso Lejano Oriente. Watts también escribió más tarde sobre una especie de visión mística que experimentó cuando, de niño, estaba enfermo con fiebre. Durante esa época fue influido por las pinturas de paisajes del Lejano Oriente y por los bordados que su madre había recibido de misioneros regresados de China. En cuanto a las pinturas chinas que había visto en Inglaterra, Watts escribió "Yo estaba estéticamente fascinado por una cierta claridad, transparencia y espaciosidad del arte chino y japonés. Parecía flotar..."[según se dice en su autobiografía]. Estas obras de arte enfatizaban la relación participativa del hombre con la naturaleza, un tema que sería importante para él a lo largo de su vida.

### Budismo

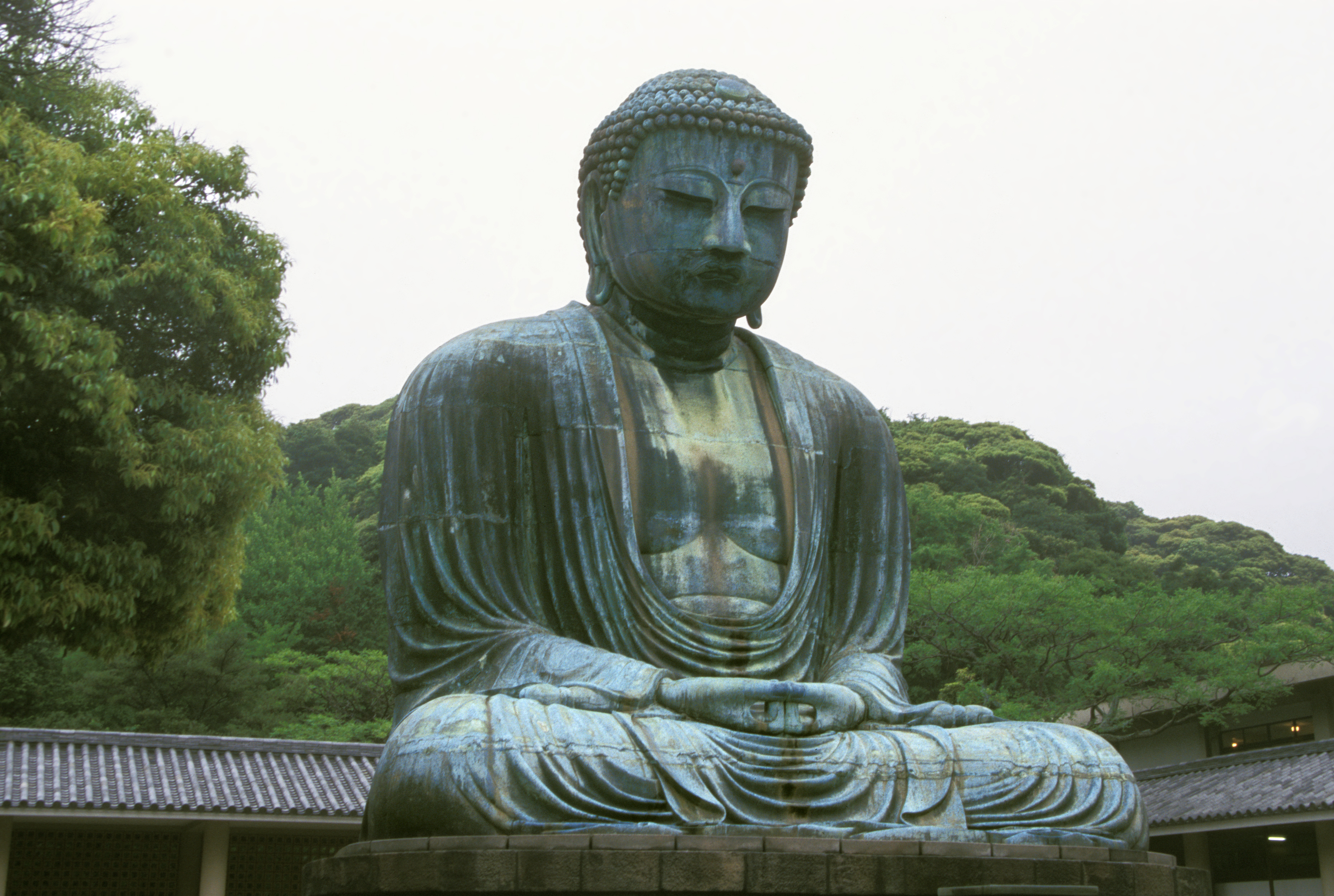
Gran Buda Sentado (Daibutsu), Kamakura, Japón.

Según su propia opinión, Watts era imaginativo, testarudo y hablador. Fue enviado a un internado (que incluía instrucción académica y religiosa) desde joven. Durante las vacaciones en su adolescencia, Francis Croshaw, un rico epicúreo con gran interés por el budismo y por aspectos poco conocidos de la cultura europea, llevó a Watts en un viaje a través de Francia. No mucho después Watts se sintió obligado a decidir entre el cristianismo anglicano de su entorno o el budismo, sobre el que había leído en varias bibliotecas, incluyendo la de Croshaw. Escogió el budismo, y se hizo miembro del "London Buddhist Lodge", fundado por teósofos, siendo dirigido entonces por el abogado Christmas Humphreys. Watts se convirtió en secretario de la organización a los 16 años (1931). El joven Watts experimentó con varios tipos de meditación durante esos años.

### Educación
Watts asistió a la King's School, junto a la catedral de Canterbury. Aunque era en general un alumno aventajado, y le fueron encomendadas responsabilidades en la escuela, desaprovechó la oportunidad de obtener una beca en Oxford  por escribir uno de los exámenes definitivos en un estilo que fue considerado presuntuoso y caprichoso.
Por tanto, cuando se graduó en la escuela secundaria, Watts se vio obligado a buscar empleo, trabajando en una imprenta y más tarde en un banco. Dedicó su tiempo libre al "Buddhist Lodge" y también estuvo bajo la tutela de un gurú llamado Dimitrije Mitrinović (Mitrinović, a su vez, había recibido influencias de Piotr Ouspenski, G. I. Gurdjieff y las diversas escuelas psicoanalíticas de Sigmund Freud o próximas al psicoanálisis como las de Carl Gustav Jung y Alfred Adler). Durante este período, Watts también leyó extensamente obras de filosofía, historia, psicología, psiquiatría y sabiduría oriental.
Durante el período de la Segunda Guerra Mundial se convirtió en el capellán episcopaliano de la Northwestern University. Más tarde fue catedrático y decano en la Academia Americana de Estudios Asiáticos en San Francisco. A mediados de los sesenta viajó con sus estudiantes de la Academia Americana a Japón, visitando Birmania, Ceilán (actual Sri Lanka)  y la India. Pudo tener contacto con el filósofo budista Zen Dr. Suzuki. También hizo televisión: su programa, emitido en la National Educational Television, se titulaba «Eastern Wisdom and Modern Life».
Tras su muerte, su hijo, Mark Watts, fundó la Electronic University para continuar la obra de su padre y hacer realidad su visión de la educación a través de los medios electrónicos.

## Libros
- 1940 - El sentido de la felicidad
- 1947 - El arte de ser Dios. Más allá de la teología
- 1951 - La sabiduría de la inseguridad
- 1958 - El espíritu del zen (Revisado en 1954)
- 1958 - Naturaleza, hombre y mujer
- 1960 - Esto es eso
- 1962 - Cosmología gozosa
- 1963 - Las dos manos de Dios (Original en inglés de 1963)
- 1965 - Memorias: Autobiografía 1915 - 1965
- 1966 - El Libro del Tabú
- 1971 - El Gran Mandala. Ensayo sobre la materialidad (Original en inglés: "Does It Matter?: Essays on Man's Relation to Materiality" de 1968, 1969 y 1970)
- 1973 - Psicoterapia del Este, psicoterapia del Oeste
- 1973 - Qué es la realidad
- 1974 - El futuro del éxtasis y otras meditaciones
- 1976 - El camino del Tao (En colaboración con Al Chung-Liang Huang)
- 1977 - El camino del Zen (Original en inglés de 1958)
- 1978 - La suprema identidad
- 1987 - La sabiduría de la inseguridad (Original en inglés de 1951)
- 1989 - Naturaleza, hombre y mujer (Original en inglés de 1958, revisado en 1986)
- 1991 - El sentido de la felicidad (Original en inglés de 1940, revisado en 1968)
- 1998 - Mito y Ritual en el Cristianismo (Original en inglés de 1950)

Recopilaciones de conferencias, cursos y clases
- Nueve meditaciones
- Om: la sílaba sagrada
- El gurú tramposo
- El camino de la liberación
- La vida como juego
- Salir de la trampa
- Vivir el presente (1987. Mark Watts)
- ¿Qué es la realidad?
- Las filosofías de Asia (1995. Mark Watts)
- Hablando de Zen
- El tao de la filosofía
- Conviértete en lo que eres
- Mito y Religión. [1996. Mark Watts]

Recopilaciones de escritos de juventud
- Snelling, John (editor) et al. 1987. The early writings of Alan Watts. (1st edition and printing 1987) Celestial Arts. California. U. S. A.
- Watts, Mark; Snelling, John. 1997. Seeds of genius. The early writings. (1st published 1990 as The Modern Mystic.). Element Books Ltd. Shaftesbury. Dorset. United Kingdom.

Obras en colaboración con otros autores
- La Lechuza de Minerva. ¿Qué es la filosofía?
- La experiencia mística. Y los estados de conciencia
- Mitos sueños y religión
- ¿Qué es la iluminación? (Editor John White. Original en inglés de 1984)